# Tomasz Kiełbowicz

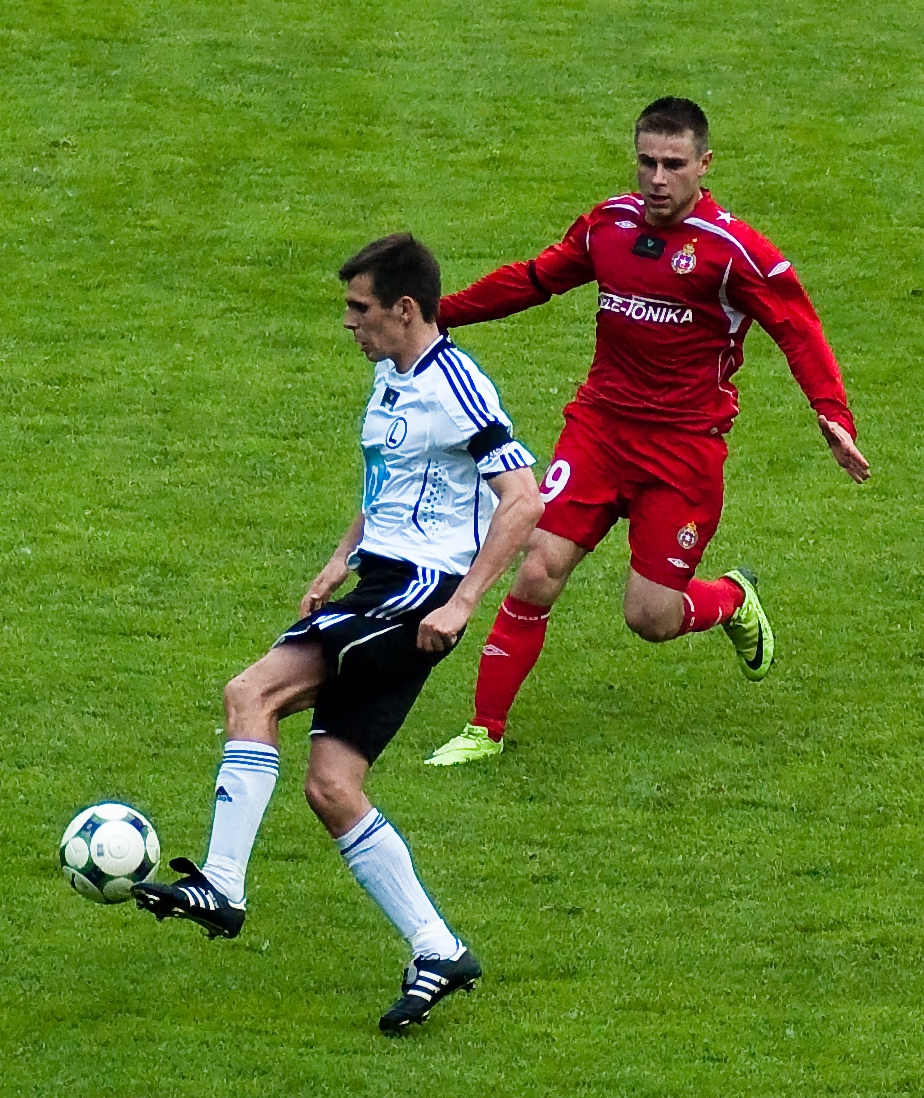
Tomasz Kiełbowicz i Patryk Małecki

Tomasz Kiełbowicz (ur. 21 lutego 1976 w Hrubieszowie) – polski piłkarz, grający na pozycji lewego obrońcy lub lewego pomocnika, reprezentant Polski.

## Życiorys
Absolwent Szkoły Podstawowej nr 1 w Hrubieszowie. Karierę rozpoczął w miejscowym klubie Unia Hrubieszów, gdzie jego trenerami byli Mirosław Szuper i Andrzej Jaworski. Członek kadry województwa zamojskiego Juniorów młodszych w 1988 r. W barwach I zespołu Unii rozegrał zaledwie 4 mecze, a już na wiosnę 1993 roku trafił do Siarki Tarnobrzeg i w tym samym roku awansował z nią do ekstraklasy. Debiut w ekstraklasie zaliczył 24 lipca 1993 w przegranym 1:2 meczu z Widzewem Łódź. W swoim debiutanckim sezonie rozegrał 20 spotkań, strzelając 1 gola. W zespole Siarki grał do końca 1996 roku, a rundę wiosenną rozpoczął już w zespole Rakowa Częstochowa. Jednak gdy po sezonie 1997/1998 Raków podzielił wcześniejsze losy Siarki Tarnobrzeg i spadł do II ligi, Kiełbowicz po sezonie spędzonym w niższej klasie rozgrywkowej przeniósł się do Widzewa Łódź. Grał tam jednak krótko, tylko w rundzie jesiennej 1999 roku. Cały rok 2000 spędził już w Polonii Warszawa, z którą zdobył mistrzostwo i puchar ligi (1999/2000) oraz puchar krajowy i superpuchar (2000/2001).
W trakcie sezonu 2000/2001 przeniósł się do Legii Warszawa. Dotychczas rozegrał w jej barwach 338 spotkań, strzelając 19 goli. Z Legią zdobył 2-krotnie mistrzostwo Polski (2001/2002),(2005/2006) oraz trzykrotnie Puchar Polski (2008, 2011, 2012), Puchar Ligi (2001/2002) i Superpuchar Ekstraklasy (2008). Jego kontrakt ze stołecznym klubem wygasa 30 czerwca 2013 roku.
Na pierwszoligowych boiskach rozegrał dotychczas 382 mecze, w których strzelił 25 bramek (stan na 9 lipca 2012 roku).
Zakończył karierę dnia 2 lutego 2013 roku, mając 37 lat. Rozegrał 339 meczów dla Legii i strzelił 19 goli. Zadeklarował, że będzie dalej będzie pracował w warszawskim klubie jako skaut. Ostatniego gola strzelił w meczu z Arką Gdynia. Pożegnanie gracza nastąpiło 26 lutego 2013 roku w meczu z Olimpią Grudziądz

## Reprezentacja Polski
W reprezentacji Polski zagrał w 9 spotkaniach (312 min.), nie strzelił żadnej bramki.
| l.p. | Data                 | Miejsce     | Przeciwnik        | Rezultat | Rozgrywki     | Grał   | Uwagi        |
| ---- | -------------------- | ----------- | ----------------- | -------- | ------------- | ------ | ------------ |
| 1.   | 23 lutego 2000       | Saint-Denis | Francja           | 0-1      | towarzyski    | od 90' |              |
| 2.   | 4 czerwca 2000       | Lozanna     | Holandia          | 1-3      | towarzyski    | od 80' |              |
| 3.   | 16 sierpnia 2000     | Bukareszt   | Rumunia           | 1-1      | towarzyski    | od 90' |              |
| 4.   | 28 lutego 2001       | Larnaka     | Szwajcaria        | 4-0      | towarzyski    | od 81' |              |
| 5.   | 10 lutego 2002       | Limassol    | Wyspy Owcze       | 2-1      | towarzyski    | od 65' |              |
| 6.   | 30 marca 2005        | Warszawa    | Irlandia Północna | 1-0      | elim. MŚ 2006 | od 43' |              |
| 7.   | 28 kwietnia 2005     | Chicago     | Meksyk            | 1-1      | towarzyski    | 90'    | Żółta kartka |
| 8.   | 29 maja 2005         | Szczecin    | Albania           | 1-0      | towarzyski    | do 45' |              |
| 9.   | 17 października 2007 | Łódź        | Węgry             | 0-1      | towarzyski    | do 82' |              |

## Sukcesy

### Klubowe

#### Polonia Warszawa
- Mistrzostwo Polskiː 1999/2000
- Puchar Polskiː 2000/2001
- Puchar Ligi Polskiejː 1999/2000
- Superpuchar Polskiː 2000/2001

#### Legia Warszawa
- Mistrzostwo Polskiː 2001/2002, 2005/2006, 2012/2013
- Puchar Polskiː 2007/2008, 2010/2011, 2011/2012, 2012/2013
- Puchar Ligi Polskiejː 2001/2002
- Superpuchar Polskiː 2007/2008